# Josef Traeger
Josef Traeger (* 12. Januar 1923 in Zadel, Kreis Frankenstein i. Schles.#Gemeinden, Provinz Niederschlesien; † 6. Dezember 1998 in Lemgo) war ein deutscher römisch-katholischer Priester.

## Leben
Nach der Priesterweihe am 30. Juli 1950 in Neuzelle wurde Traeger 1950 Adjunkt in Schwerin, 1952 Vikar, 1955 Pfarrer in Warin und Neukloster, 1970 Pfarrer in Warin und Brüel, 1971 Pfarrer in Warin. Dazu leitete er seit 1975 die kirchengeschichtliche Arbeitsgemeinschaft in Mecklenburg, die nach der Wende zum Verein für katholische Kirchengeschichte in Mecklenburg e. V. wurde. Die theologische Fakultät der Universität Eichstätt verlieh ihm 1986 das Ehrendoktorat. Im Jahr 1991 trat er in den Ruhestand.
Traeger starb am 6. Dezember 1998 in Lemgo und wurde am 10. Dezember 1998 in Kalletal-Brosen beerdigt.

## Schriften (Auswahl)
- St. Maria im Sonnenkamp. Ein Beitrag zur Geschichte des ehemaligen Zisterzienserinnen-Priorates Neukloster 1219–1555. Sankt-Benno-Verlag/Cordier, Leipzig/Heiligenstadt 1970, OCLC 180661019.
  - St. Maria im Sonnenkamp. Ein Beitrag zur Geschichte des ehemaligen Zisterzienserinnen-Priorates Neukloster 1219–1555. 2. Auflage, Sankt-Benno-Verlag/Cordier, Leipzig/Heiligenstadt 1979, OCLC 174480044.
- Die Bischöfe des mittelalterlichen Bistums Schwerin. Mit einem Anhang: Administratoren und Kandidaten in nachreformatorischer Zeit. Niels Stensen als Bischof in Schwerin 1685/86. Sankt-Benno-Verlag, Leipzig 1980.
  - Die Bischöfe des mittelalterlichen Bistums Schwerin. Mit einem Anhang: Administratoren und Kandidaten in nachreformatorischer Zeit. Niels Stensen als Bischof in Schwerin 1685/86. Sankt-Benno-Verlag, Leipzig 1984, OCLC 988399865.
- Das Stiftsland der Schweriner Bischöfe um Bützow und Warin. Ein Beitrag zur 750-Jahr-Feier 1983. Sankt-Benno-Verlag, Leipzig 1984, OCLC 13739038.
- mit Max Bierbaum und Adolf Faller: Niels Stensen. Anatom, Geologe und Bischof 1638–1686. 3. verbesserte und erweiterte Auflage, Aschendorff, Münster 1989, ISBN 3-402-05103-6.